# رحلة إلى القمر (فلم مصري)
رحلة إلى القمر، هو فيلم مصري عرض عام 1959، بطولة إسماعيل ياسين ورشدي أباظة وصوفي ثروت، تأليف وإخراج حماده عبد الوهاب.

## قصة الفيلم
تدور أحداث الفيلم حول رحلة فضائية هدفها الوصول إلى القمر ، حيث يتمكن شخصان من الصعود إلى الصاروخ وإطلاقه والتوجه به إلى هناك، وبعد وصولهما يقابلان في رحلتهما رجلا مسنا تعيش معه ابنته، وشيئًا فشيئًا ينجذب كل من الابنة والعالم الذي كان على متن الصاروخ لبعضهما البعض، ويحاولان فيما بعد العودة مجددًا إلى الأرض عن طريق مساعدة الإنسان الآلي.

## طاقم التمثيل
- إسماعيل ياسين: (إسماعيل السائق)
- رشدي أباظة: (المهندس أحمد رشدي)
- صوفي ثروت: (ستيلا)
- إدمون تويما: (مستر شارفين)
- إبراهيم يونس: (مستر كوزمو)
- سعاد ثروت: (تولا)
- جيهان: (دانا)
- نيفين: (أسترا)
- كاميليا: (لونا)
- دينا: (تيرا)
- نهاد: (مارشا)
- حسن إسماعيل: (فريد)
- أحمد عامر: (الصحفي)
- الرجل الآلي أوتو

## فريق العمل
- إخراج: حمادة عبد الوهاب
- تأليف: حمادة عبد الوهاب
- مدير التصوير: فؤاد عبد الملك
- مونتاج: حسنوف
- إنتاج: أفلام الدلتا (حمادة عبد الوهاب)
- توزيع: منتخبات بهنا فيلم